# Кожа (фильм, 2009)
«Ко́жа» (англ. Skin) — биографический фильм режиссёра Энтони Фабиана о Сандре Лэйнг, южноафриканской женщине, родившейся в эпоху апартеида у белых родителей, но отнесённой к «цветным». Фильм «Кожа» был впервые представлен 7 сентября 2008 года на кинофестивале в Торонто. Вышел в прокат в Великобритании 24 июля 2009.

## Сюжет
Фильм начинается с картины первых многорасовых выборов в ЮАР, куда приходит со своей семьёй голосовать Сандра Лэйнг.
Действие возвращается на 20 лет назад. Десятилетняя Сандра выглядит как настоящая африканка. Её белые родители, владельцы магазина в Восточном Трансваале, и не подозревали до рождения девочки о том, что в их родословной были и африканцы. Сандру вскоре отправляют в соседний город в школу-пансионат, где уже учится её белый брат Леон, но родители других детей и учителя настроены против принятия девочки. Государственные чиновники проверяют Сару, классифицируют как цветную (доктор-расолог Ван Никирк использует при этом карандашный тест) и исключают из школы. Тем временем у Сандры рождается младший брат, черты лица которого тоже немного напоминают чернокожего, хотя и не так сильно, как у неё.
Дело Сандры доходит до Верховного суда и приобретает общенациональную известность. В конце концов, парламент принимает поправки к закону, в соответствии с которым принадлежность к белым определяется по происхождению, а не внешнему виду. Несмотря на это, попытки родителей обручить Сандру с кем-нибудь из белых парней постоянно терпят неудачу. Когда один из ухажёров приводит её в кафе, другие посетители начинают жаловаться, что среди них — не белая. Сандре помогает убежать чернокожий парень Петрус из народности коса.
Сандра начинает тайно встречаться с Петрусом и беременеет от него. В конце концов отец ставит её перед выбором — или семья, или Петрус, и Сандра уходит жить к нему. Отец, считающий её предательницей, препятствует всяческим контактам семьи с Сандрой, сжигает её фотографии и личные вещи.
В семье Петруса и Сандры рождается двое детей. Однако бизнес Петруса не столь удачен, как ему хотелось бы, и он всё чаще обвиняет в неудачах свою «белую» жену. В конце концов посёлок, где жила семья Петруса и Сандры, сносят, так как территорию, где он расположен, перевели в разряд «белых». Магазин Петруса разрушен, и семья оказывается на новом месте ни с чем. После того, как Петрус в гневе избивает Сандру в присутствии детей, она ночью тайком забирает их и уходит. Родители отказываются видеть её, и она начинает новую жизнь среди «цветных» в Йоханнесбурге, где устраивается работать на завод. Умирая, отец Сандры хочет увидеться с дочерью и попросить прощения, на что мать отвечает ему: «Ты сам сделал этот выбор».
После отмены апартеида журналисты находят Сандру и спрашивают её, рада ли она переменам. Она отвечает, что рада за страну, но для неё слишком поздно — она потеряла свою прежнюю семью и родственников. Доктор Ван Никирк, который чувствует вину за то, что когда-то настаивал на её переквалификации в «цветные», помогает Сандре найти мать. Фильм заканчивается их свиданием в больнице, после чего следуют кадры кинохроники из истории реальной Сандры и её семьи. В титрах говорится, что родные братья Сандры отказываются идти на контакт с ней, отец умер от рака, так и не увидев её, а Петрус был убит в пьяной драке вскоре после того, как с ней расстался.

## В ролях
- Софи Оконедо — Сандра Лэйнг
- Элла Рамангване — Сандра в детстве
- Сэм Нилл — Абрахам Лэйнг, отец Сандры
- Элис Крайдж — Сюзанна (Санни), мать Сандры
- Тони Кгороге — Петрус Зване, торговец овощами
- Джонатан Пинар — врач-расолог